# Disney Channel Play It Loud
Disney Channel Play It Loud este un album care conține cântece interpretate de numeroase star-uri de la Disney Channel. Albumul a fost lansat în Statele Unite ale Americii pe data de 11 februarie 2014.

## Lista de cântece
| Nr. | Titlu                                           | Autor(i) | Artist(i) | Lungime |  |
| 1.  | „Cloud 9” (Din Cloud 9)                         | - Dan Book - Alexei Misoul | Dove Cameron și Luke Benward                                                                                           | 3:30    |  |
| 2.  | „Better in Stereo” (Din Liv și Maddie)          | Bárður Háberg, Óli Jógvansson, Paula Winger și Molly Kaye | Dove Cameron | 2:34    |  |
| 3.  | „You Can Come to Me” (Din Austin & Ally)        | Matthew Tishler și Amy Powers | Ross Lynch și Laura Marano                                                                                             | 3:42    |  |
| 4.  | „Timeless” (Din Austin & Ally)                  | Niclas Molinder, Joacim Persson, Johan Alkenas și Kara DioGuardi | Ross Lynch | 3:39    |  |
| 5.  | „Best Year” (Din Jessie)                        | Lindsey Ray, John Fields și Debby Ryan | Debby Ryan | 3:14    |  |
| 6.  | „The Me That You Don't See” (Din Austin & Ally) | Jamie Houston și James Dean Hicks | Laura Marano | 2:56    |  |
| 7.  | „On Top of the World” (Din Liv și Maddie)       | Alexander Grant, Daniel Reynolds, Daniel Sermon și Benjamin McKee | Dove Cameron | 3:05    |  |
| 8.  | „Remember Me” (Din Totul pentru dans)           | Antonina Armato și Tim James | Zendaya | 3:03    |  |
| 9.  | „Ring Ring (Hey Girls)” (Din Totul pentru dans) | Charity Daw, Sam Hollander și Josh Edmondson | Bella Thorne | 2:46    |  |
| 10. | „Let's Get Tricky” (Din Shake It Up)            | Joseph Smart, Sergio Cabral, Julian Davis, Sarai Howard, Yusef Jackson, Michael Klein, Susan Paroff și Ali Dee | Bella Thorne și Roshon Fegan                                                                                           | 2:30    |  |
| 11. | „I Got That Rock and Roll” (Din Austin & Ally)  | Ben Charles și Matthew Tishler | Ross Lynch | 2:37    |  |
| 12. | „DNA” (Din A.N.T. Farm)                         | Antonina Armato, Tim James, Adam Schmalholz, Thomas Sturges și Jon Vella | China Anne McClain | 2:42    |  |
| 13. | „Dancin' by Myself” (Din A.N.T. Farm)           | Sam Hollander, Stephen Ruchelman și Shelly Peiken | China Anne McClain | 2:55    |  |
| 14. | „Austin & Ally Glee Club Mash Up”               | Joleen Belee, Mike McGarity, Julia Michaels, Anthony Anderson, Steve Smith, Mitch Allan, Jason Evigan, Windy Wagner, Michael Smidi Smith, Spencer Lee, Ben Charles, Matthew Tishler, Aris Archontis, Chen Neerman, Jeannie Lurie, Laura Marano, Dan Book, Alexei Misoul, Jamie Houston, Robyn Newman | Actorii din Austin & Ally (Ross Lynch, Laura Marano, Calum Worthy și Raini Rodriguez) (Dialog vorbit de Stephen Furst) | 2:49    |  |